# Охтинский пороховой завод

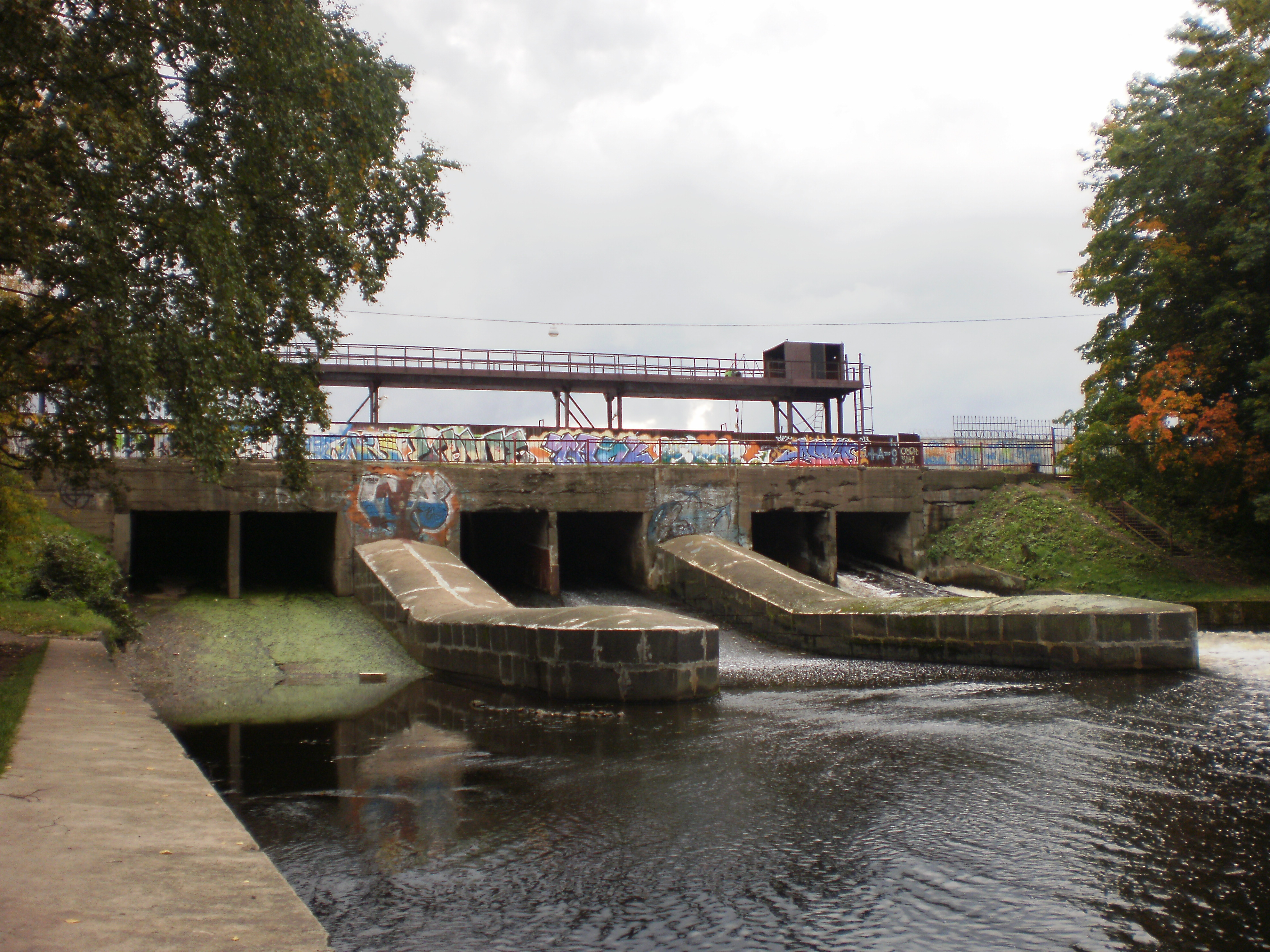
Плотина Охтинского порохового завода с современными граффити

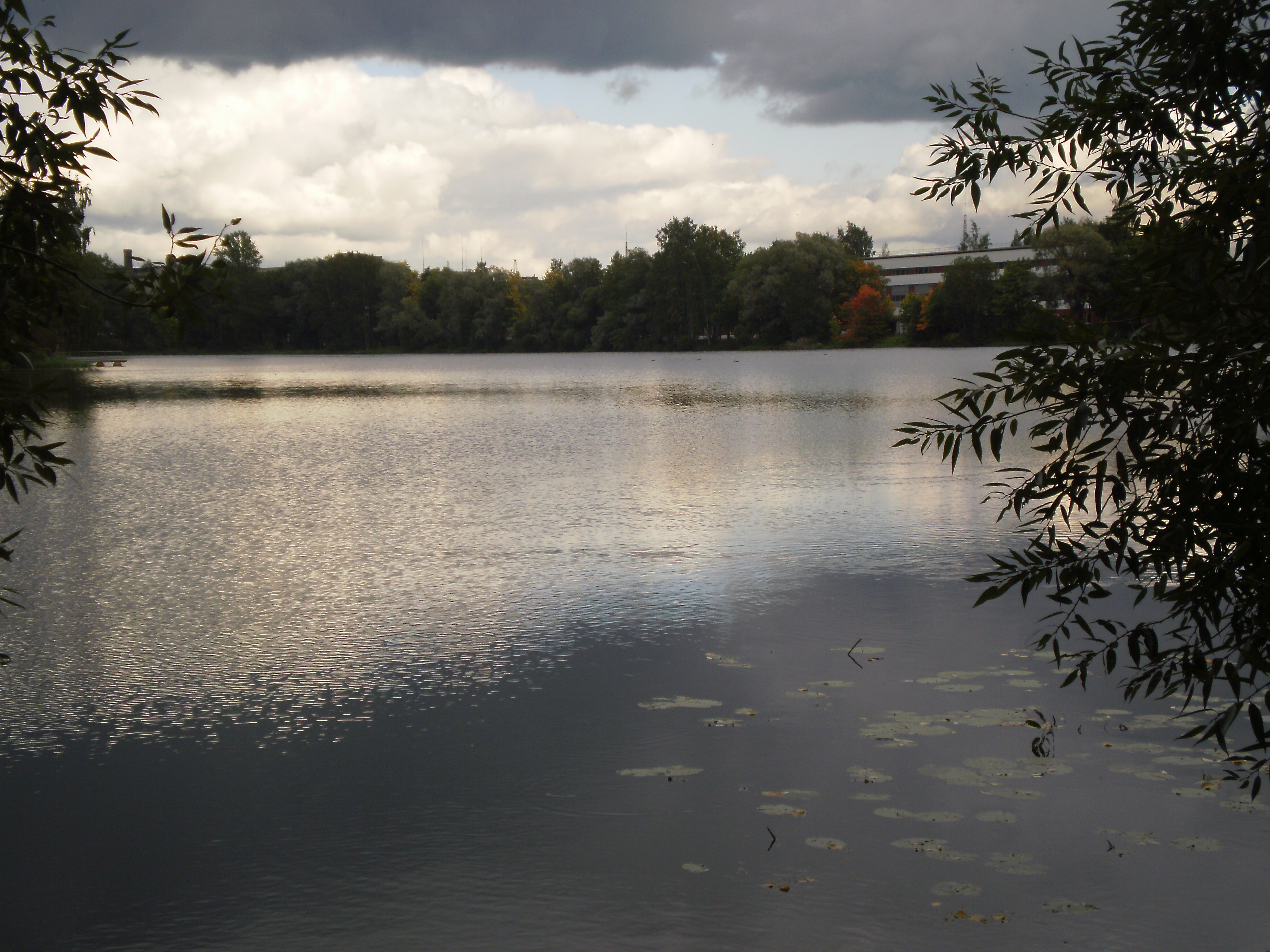
Водохранилище Охтинского порохового завода на реке Охте

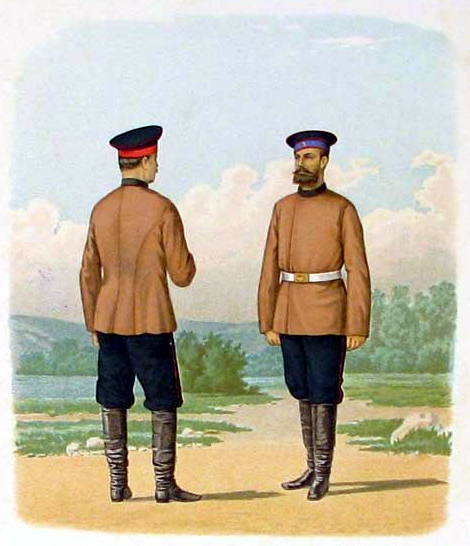
Караулы на Охтенском пороховом заводе. 1891 год

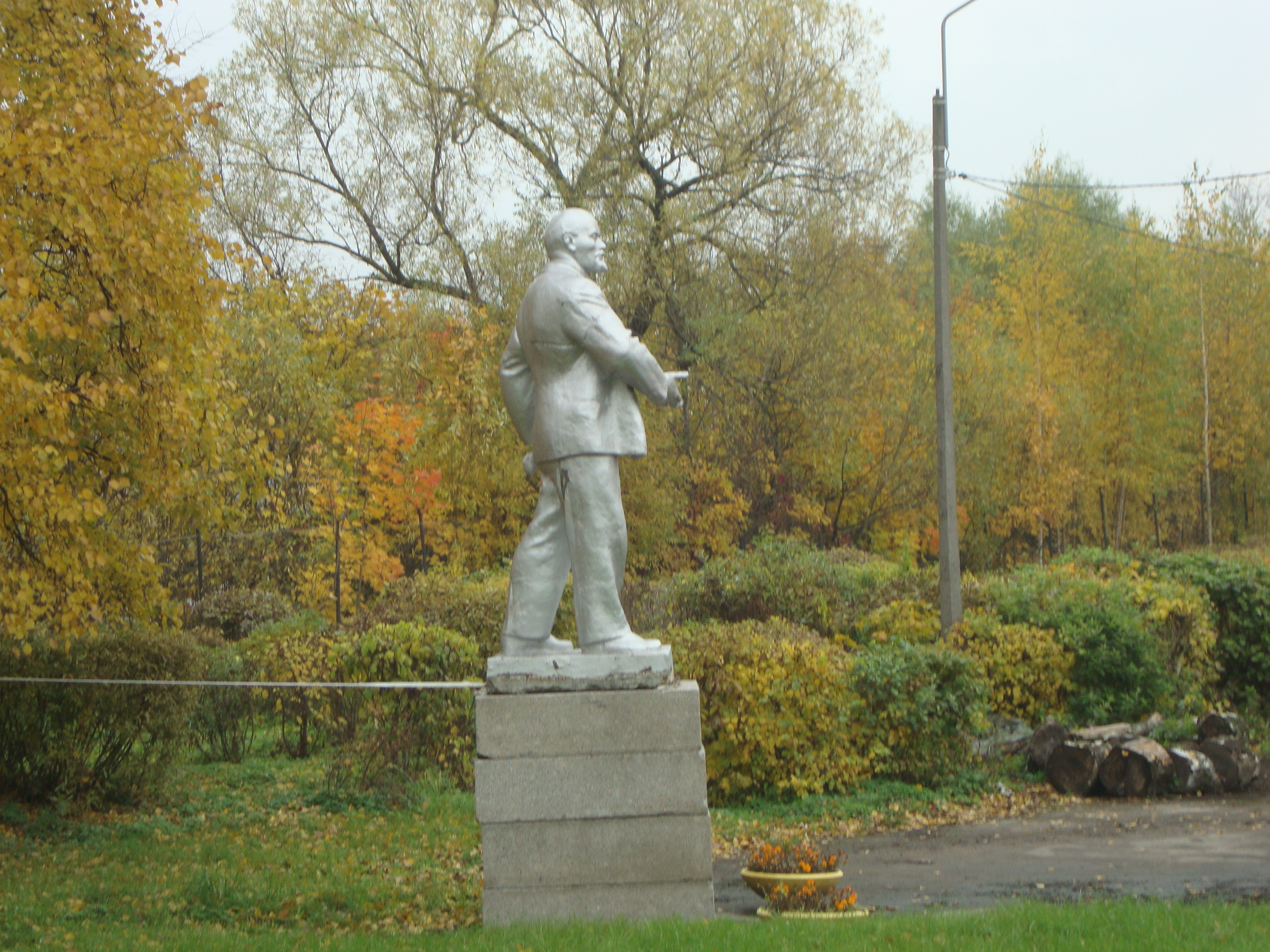
Памятник Ленину на улице Коммуны (на 2014 г. перенесён за забор Охтинского химического завода)

Охтинский пороховой завод — старейшее предприятие Санкт-Петербурга по производству порохов, взрывчатых веществ, научная и экспериментальная база в области взрывчатых веществ и ракетостроения.

## История
Возникновение пороховых мельниц относится к 1715 году, когда для обеспечения русской армии в войне со Швецией за выход к Балтийскому морю указом Петра I на реке Охте при впадении в неё реки Луппы (совр.: Лубья) был построен пороховой завод — «Пороховая мельница».
Надзор за строительством вел генерал-фельдцехмейстер Яков Брюс. Брюс был командующим русской артиллерией, возглавлял Берг-коллегию, руководящую промышленностью и горным делом.
В архивах отсутствует письменный указ Петра об основании завода, но сохранилось послание Якова Брюса князю Меньшикову от 3 июля 1715 года:

«…Его Царское Величество указал завесть и сделать на реках на большой и малой Охте пороховые мельницы на порогах и надлежит тамо того дела мастеровым людям построить дворы, которых надобно человек на 60, а тем дворам быть от тех мельниц, в расстоянии для огненного спасения в саженях 200 и ваша светлость об отводе к тем пороховым заводам земли и мастеровым людям на то число дворов и под огороды и на выгон скотины что повелите».

Пороховая мельница (завод) сначала приводилась в действие водой, для чего на реке Охта была построена деревянная плотина, благодаря которой уже с середины XVIII века завод стал крупнейшим промышленным предприятием Петербурга — по тем временам хорошо оснащённым и в достаточной степени механизированным за счёт водной энергии.
15 апреля 1803 года на Охтинском пороховом заводе произошёл крупный взрыв, из-за чего погибло 18 человек. Александр I лично посетил завод после трагедии, назначил пенсии семьям погибших, а также приказал перестроить предприятие.
В XIX в. Охтинский завод стал передовым предприятием в своей отрасли, был крупнейшим пороховым заводом России, главным поставщиком различных сортов порохов для армии и флота. С историей завода тесно связаны имена крупнейших учёных в области химии, артиллерии, ракетного оружия, в том числе — Менделеева, Вышнеградского, Чиколева, Захарова, Засядко, Константинова и многих других.
31 августа 1858 года на заводе произошёл крупнейший взрыв, почти полностью разрушивший весь завод. Взорвалось 1500 пудов пороха, погибли 50 человек и 35 были ранены.
28 июля 1864 года на заводе произошёл новый взрыв, погибло и умерло от ран 15 человек, ранены трое, ушиблены и обожжены 66 человек.
28 февраля 1875 года на Охтинском пороховом заводе произошёл взрыв, в результате которого погибло два человека.
4 июля 1876 года в результате взрыва на заводе погибло семь человек и было ранены шестеро.
После Октябрьской революции завод продолжал выпуск военной продукции для Красной армии, а с 1922 г. переходит на производство химических изделий. В эти годы страна лишилась поставок многих привычных импортных материалов, поэтому было решено разрабатывать и изготавливать их собственными силами. Пороховой завод, обладая мощной технической базой, отличной химической лабораторией и кадровыми ресурсами, прекрасно справлялся с порученными задачами. В 1927 году предприятие разделено на два самостоятельных завода: Ленинградский государственный завод № 5 «Краснознамёнец» в ведении Государственного областного военно-химического треста (впоследствии НКТП) и Охтинский химический завод (С 1931 г. — Охтинский химический комбинат, с 1941 года — Завод № 757).
В конце 1930 года во время освоения производства азида свинца, на заводе произошла серия взрывов с человеческими жертвами (6 октября, 29 октября и 14 ноября). Руководство завода объявило их вредительством со стороны старых дореволюционных специалистов, после чего ОГПУ было арестовано несколько десятков инженеров, мастеров, технологов. В результате все производственные планы вообще рухнули, а руководство завода было вынуждено срочно просить трест направить на завод специалистов из других предприятий и Военно-технической академии. Но и после удовлетворения этой просьбы годовой план был выполнен лишь на 76 %.
В 1931 году на Охтинском химическом комбинате был открыт целлулоидный цех, выпускавший товары массового потребления: мыльницы, чехлы для очков, расчески. В 1932 году был начат выпуск игрушек-зверюшек. С 1935 года был начат выпуск кукол. На завод были переданы формы с завода «Комсомольская правда», были скопированы формы с немецких кукол. Клеймились куклы аббревиатурой «ОХК», некоторые модели никак не маркировались. Были разработаны и собственные формы. С началом Великой Отечественной войны производство кукол из целлулоида прекратилось.
Во время Великой Отечественной войны химкомбинат вернулся к производству боеприпасов и выпускал ракеты для миномётов «Катюша». За бесперебойное обеспечение фронта боеприпасами ОХЗ был награждён Орденом Трудового Красного Знамени и с окончанием ВОВ заводу на вечное хранение было передано Знамя Государственного Комитета Обороны СССР.
Охтинский химический комбинат, флагман химической промышленности СССР, известнейшее предприятие советского времени. Для истории Санкт-Петербурга он значим ещё и потому, что это был один из первых заводов, основанных Петром I в новой российской столице. Большой район носит название «Пороховые» по расположенным здесь постройкам Охтинского завода. Сейчас завод входит в состав объединения «Пластполимер» и носит название «Охтинский химический завод» (ЗАО «Пластполимер-Т»).